# 1983년 해태 타이거즈 시즌
1983년 해태 타이거즈 시즌은 해태 타이거즈가 KBO 리그에 참가한 2번째 시즌으로 김응용 감독이 팀을 이끈 첫 시즌이며 2월 4일부터 일본 고치현으로 전지훈련을 떠나 역대 2호 외국 전지훈련 팀이 됐다. 팀은 전기 리그 1위를 차지한 덕에, 후기 리그 4위에 그치고도 한국시리즈에 직행했다(참고로 전기 리그와 후기 리그 승률을 더하면 전체 2위다.). 한국시리즈에서는 MBC 청룡을 4승 1무로 꺾고 창단 첫 한국시리즈 우승을 달성했다.

## 타이틀
- 도루: 김일권 (48)
- KBO 골든글러브: 김종모 (외야수)
- 베스트 10: 김무종 (포수), 김성한 (1루수), 김일권 (좌익수), 김종모 (중견수), 김봉연 (지명타자)
- 올스타 선발: 김성한 (1루수), 김종모 (외야수), 김일권 (외야수), 김봉연 (지명타자)
- 올스타전 추천선수: 주동식, 이상윤, 김무종, 서정환
- 컴투스프로야구 KIA 타이거즈 베스트 라인업: 이상윤 (중계투수), 김종모 (우익수)
- 컴투스프로야구 80년대 올스타: 이상윤 (중계투수), 김종모 (우익수)
- 컴투스프로야구 80년대 해태 타이거즈 라인업: 이상윤 (선발투수), 김종모 (우익수)
- 한국시리즈 MVP: 김봉연

## 선수단
- 선발투수 : 김용남, 주동식, 강만식, 신태중
- 구원투수 : 김현재, 방수원
- 마무리투수 : 이상윤, 황기선, 엄평재
- 포수 : 김무종, 박전섭, 조종규
- 1루수 : 김성한, 임정면, 김일환
- 2루수 : 서정환, 조충열
- 유격수 : 차영화
- 3루수 : 장진범, 양승호
- 좌익수 : 김준환, 김종윤
- 중견수 : 김일권
- 우익수 : 김종모, 송일섭
- 지명타자 : 김봉연, 김우근

## 여담
- 시즌 시작 전 주동식, 황기선, 김무종을 구단 사상 최초의 자유계약으로 영입했다.
- 주동식은 KBO 리그 역대 최초의 용병 우완 사이드암 투수로서 용병 투수 중 처음으로 포스트시즌에 등판하는 기록을 세웠다.
- 김무종은 KBO 리그 역대 최초의 용병 타자로서 용병 타자 중 처음으로 포스트시즌에도 출전해 1호 안타, 2루타, 타점, 삼진, 병살, 도루도 기록했다.
- 엄평재와 황기선은 해태 타이거즈 사상 최초의 신고선수다.
- 김성한은 6월 8일 삼미 슈퍼스타즈와의 경기에서 완투하여 KBO 리그 역대 투수로 등판한 야수 중 단일 시즌 최다 완투(1) 기록을 세웠다.
- 6월 26일 삼성 라이온즈와 경기에서 팀은 한 이닝 5도루를 기록하여 KBO 리그 역대 한 이닝 최다 도루 기록을 세웠다.
- 이상윤은 KBO 올스타전 1호 세이브의 주인공이 되었다.
- 김봉연은 9월 7일 MBC 청룡과의 경기에서 KBO 리그 사상 최초로 통산 100득점을 달성했다.
- 김일권은 KBO 리그 사상 최초의 통산 100도루를 달성했다.
- 김무종은 KBO 리그에 외국인 선수 제도가 도입되기 이전 규정 타석 충족 용병 타자 중 단일 시즌 최고 장타율을 기록했다.
- 1984 신인드래프트에 1차 지명된 문희수는 KBO 리그 사상 최초의 고졸 선수가 되었다.
- 해태 타이거즈가 전후기 리그 시절 리그 1위에 오른 것은 1983년 전기리그가 유일하다.
- 이 시즌에 해태 타이거즈에서는 무려 5명이 베스트 10을 수상하여 단일 시즌 최다 베스트 10 수상 기록을 세웠다.
- 팀은 한국시리즈에서 KBO 리그 사상 최초로 무패 우승을 달성했다.
- 팀은 정규시즌 성적이 한국시리즈 상대인 MBC 청룡보다 좋지 않았음에도 우승을 차지하여 KBO 리그 정규시즌 성적이 더 안 좋은 팀이 더 성적이 좋았던 팀을 제치고 우승을 한 최초의 사례로 남게 되었다. 다만 해태 타이거즈도 엄연히 전기리그 1위 자격으로 한국시리즈에 직행했기 때문에 이는 업셋으로 인정되지 않는다.

## 같이 보기
- 1986년 해태 타이거즈 시즌
- 1988년 해태 타이거즈 시즌
- 1989년 해태 타이거즈 시즌
- 1991년 해태 타이거즈 시즌
- 1993년 해태 타이거즈 시즌
- 1996년 해태 타이거즈 시즌
- 1997년 해태 타이거즈 시즌